# دوست (فیلم ۱۹۸۹)
دوست (هندی: दोस्त) یک فیلم به کارگردانی کی مورایل موهان رائو است که در سال ۱۹۸۹ منتشر شد.

## بازیگران
- میتون چاکرابورتی
- آمالا آکیننی
- امجد خان
- کیران کومار
- آسرانی
- شارات ساکسنا
- قادرخان
- دالیپ تاهیل
- آنو کاپور
- باب کریستو